# Гражданская война на Керкире
Гражданская война на Керкире (427 г. до н. э.) — эпизод Пелопоннесской войны.

## Предпосылки
В войне Спарты и Афин остров был морской базой афинян. Однако вскоре на Керкире началась ожесточенная политическая борьба между сторонниками и противниками Афин. Проблемы начались после возвращения на Керкиру примерно 250 пленников, захваченных коринфянами в битве при Сиботских островах (433 г. до н. э.) С пленниками коринфяне обращались хорошо и заслужили их лояльность. В начале 427 г. до н. э. они отправили их домой, чтобы свергнуть власть сторонников Афин. На Керкире никто не догадывался, что эти люди стали агентами в борьбе против собственного правительства; своё благополучное возвращение пленники объясняли тем, что за них был уплачен невероятно большой выкуп — восемьсот талантов. Вернувшись домой, они стали требовать расторжения союза с Афинами и восстановления традиционной политики нейтралитета, скрыв своё намерение сделать Керкиру частью Пелопоннесского союза. Несмотря на их старания, народное собрание керкирян избрало срединный путь, вновь закрепив свою причастность к оборонительному союзу, но в то же время проголосовав за то, чтобы «возобновить свои прежние дружественные отношения с пелопоннесцами». Это голосование стало победой заговорщиков из олигархической партии и первым шагом к отделению Керкиры от афинян. Далее они обвинили приверженного Афинам демократического лидера Пифия в попытке сдать Керкиру афинянам. Простые керкиряне, однако, не сочли союз с Афинами равносильным измене и оправдали Пифия, который, в свою очередь, успешно осудил пятерых богатейших своих обвинителей за попрание религии. Те не сумели выплатить огромный штраф и были вынуждены искать убежища в храмах.

## Начало гражданской войны
Олигархи, боясь, что Пифий решит воспользоваться своей победой и будет настаивать на полном наступательном и оборонительном союзе с Афинами, перешли к убийствам и террору. Вооружившись кинжалами, они ворвались на заседание совета, где убили Пифия и ещё шестьдесят человек. Считаные единицы из демократических сторонников Пифия спаслись на афинской триреме, стоявшей в гавани. Корабль немедленно отплыл в Афины, где беглецы рассказали о случившемся и потребовали возмездия.
В атмосфере ужаса убийцы созвали народное собрание, но керкиряне все равно отказались перейти из одного союза в другой. Тогда заговорщики предложили нейтралитет, но и эта мера была одобрена лишь под принуждением. Опасаясь нападения афинян, олигархи снарядили в Афины посольство с заверениями, что события на Керкире не были направлены против афинских интересов. Однако им не удалось убедить афинян, и они были арестованы как бунтовщики. Посольство в Афины нужно было лишь для того, чтобы выиграть время для переговоров олигархов со спартанцами; воодушевленные надеждами на поддержку со стороны Спарты, они разгромили народ в генеральном сражении, хотя и не сумели уничтожить своих демократических оппонентов. Демократы заняли акрополь и другие возвышенности в городе, а также выходящую к морю гавань; олигархи же контролировали район вокруг рынка и гавань, обращенную к материку.
На следующий день обе стороны в поисках подмоги, предложили свободу рабам; те в большинстве своем присоединились к демократам, а олигархи наняли восемьсот воинов с материка. На Керкире началась открытая гражданская война.

## Развитие событий
Вскоре состоялось второе сражение, в котором демократы взяли реванш, и олигархи спаслись лишь бегством. Спустя сутки на остров с две-
надцатью кораблями и пятьюстами мессенскими гоплитами прибыл Никострат, командовавший афинскими силами в Навпакте. Он действовал с большой осмотрительностью, отказавшись от мести побежденной партии, и потребовал только союза с Афинами. Из олигархов перед судом
должны были предстать лишь десять, как считалось, наиболее виновных в разжигании бунта. Остальных керкирян призвали примириться друг с другом. Но страсти на Керкире накалились уже настолько, что такое мягкое решение было невозможно. Десятеро предназначенных к суду олигархов бежали. Часть олигархов, опасаясь за свою участь, бежали под защиту храмов и, хотя Никострат пытался уверить их в безопасности, не выходили оттуда. Демократы, в свою очередь, намеревались убить всех олигархов, однако Никострат помешал этому опрометчивому шагу.
В этот момент в дело вступили спартанцы. Сорок кораблей под командованием Алкида соединились с тринадцатью союзническими судами и добрались до Керкиры быстрее, чем афинский флот. Не послушав совета афинян, керкирские демократы дали бой этой эскадре, выставив шестьдесят кораблей. Они пребывали в плачевном состоянии, а команды их не отличались дисциплиной. Спартанцы с легкостью одержали победу, но двенадцать афинских кораблей близ Керкиры не позволили им довершить разгром, и они вернулись на материк с захваченными судами. Вскоре, напуганные слухами о приближении афинского флота из шестидесяти кораблей, спартанцы обратились в бегство.

## Террор демократов
Предоставленные сами себе, демократы дали волю гневу и ненависти — сильнейшим мотивам гражданской войны. Политические казни свелись к простому душегубству; людей убивали из личной мести и за деньги; обычным делом стали безбожие и святотатство. Эти насилия были отмечены Фукидидом: «Отец убивал сына, молящих о защите силой отрывали от алтарей и убивали тут же. Некоторых даже замуровали в святилище Диониса, где они и погибли». Эти ужасы дали Фукидиду возможность изобразить страшные последствия гражданской войны. Эти зверства, сообщает Фукидид, стали лишь первыми из многих, рождённых чередой гражданских войн. В каждом полисе демократы могли призвать на помощь афинян, а олигархи — спартанцев. «В мирное время у партийных вожаков, вероятно, не было бы ни повода к этому, ни склонности. Теперь же, когда Афины и Лакедемон стали враждовать, обеим партиям легко было приобрести союзников для подавления противников и укрепления своих сил, и недовольные элементы в городе охотно призывали чужеземцев на помощь, стремясь к политическим переменам» . «Вследствие внутренних раздоров, — пишет Фукидид , — на города обрушилось множество тяжких бедствий, которые, конечно, возникали и прежде и всегда будут в большей или меньшей степени возникать, пока человеческая природа останется неизменной». По мнению Фукидида, в мирные, благополучные времена народы и нации ведут себя разумно, ведь покров из материального достатка и защищенности, отделяющий цивилизацию от грубой дикости, ещё не сорван, а люди не ввергнуты в жестокую нужду. «Напротив, вой на, учитель насилия, лишив людей привычного жизненного уклада, соответственным образом настраивает помыслы и устремления большинства людей и в повседневной жизни».
В отличие от своего предшественника Никострата, введшего на Керкире строгие ограничения, афинский стратег Евримедонт семь дней не предпринимал никаких действий, не мешая резне.

## Последствия
События на Керкире убедили афинян направить экспедицию из двадцати кораблей на Сицилию, далекую от прежних театров военных действий. Жители Леонтин, города на востоке острова, бывшего давним союзником Афин, жаловались, что Сиракузы, крупнейший город в регионе, напал на них, добиваясь господства над всей Сицилией. Война быстро охватила весь остров и итальянскую сторону пролива. Противники отчасти разделились по этническому принципу; дорийцы и пелопоннесцы поддерживали Сиракузы, а ионийцы и афиняне им противостояли. Угроза близившегося поражения вынудила леонтинцев призвать на помощь союзных афинян. Почему афиняне, и так ведущие войну на выживание, послали экспедицию в столь отдаленное и на первый взгляд не связанное с общей стратегией войны место? Фукидид объясняет это так: на самом деле их цель состояла в том, чтобы отрезать подвоз оттуда хлеба в Пелопоннес и чтобы выяснить одновременно, не удастся ли захватить Сицилию.